# Columna de mineros asturianos
La columna de mineros asturianos es un hecho peculiar de la guerra civil española en León. En la noche del 18 al 19 de julio de 1936 salió de Asturias un tren especial repleto de mineros con destino Madrid, para defender el orden constitucional, pero ese tren, después de pasar por Léon, regresó a Asturias desde Benavente el día 21. Una parte de esa columna minera participó en la defensa de Ponferrada.

## Organización y salida
Ante la sublevación de una parte del Ejército en África el 18 de julio de 1936, Indalecio Prieto, alto dirigente del PSOE, solicitó a los dirigentes socialistas de Asturias  el envío urgente de una fuerza de diez mil mineros para defender Madrid  de la posible sublevación de la guarnición local, sobre todo de los cuarteles de la Montaña y Campamento. La convocatoria tuvo gran éxito entre los mineros y en pocas horas se concentraron miles de ellos en Oviedo.
En el Gobierno Civil se reunieron el gobernador civil, Isidro Liarte Lausín, y el comandante militar, coronel Aranda, con los representantes del Frente Popular. El coronel Aranda expuso que no había inconveniente en que salieran los mineros hacia Madrid porque en la región no había ningún problema de rebelión militar.
A través del sindicato de transporte de la UGT se incautaron los camiones de la CAMPSA y autobuses para formar una columna que viajaría por carretera, compuesta por tres camiones, cuatro autobuses y una docena de coches. Dos camiones fueron cargados con dinamita. Todos estos vehículos se estacionaron en el campo de la Lana y en las calles Quintana, Pelayo y Covadonga, protegidos por fuerzas de la Guardia de Asalto. La columna motorizada, mandada por el socialista Francisco Martínez Dutor y el teniente de Asalto Francisco Lluch Urbano, contaba con unos 500 hombres. En Mieres se sumó a esta columna un nutrido grupo de voluntarios.
Al mismo tiempo que la motorizada, se fue organizando una columna  ferroviaria, compuesta por dos locomotoras y doce vagones. El tren salió de Oviedo sobre la una de la madrugada del 19 de julio, cargado de voluntarios hasta los topes. Contaban con doscientos fusiles y munición entregados por orden del coronel Aranda. Al mando de la columna iban el socialista Manuel Otero y el teniente de Asalto Alejandro García Menéndez. En Mieres se incorporó otro numeroso grupo, mandado por Ramón González Peña y el jefe de las milicias de las Juventudes Socialistas, Guzmán García.
A las cinco de la mañana el tren especial salió de la estación de Ujo, la última asturiana, compuesto ya por tres máquinas y dieciocho vagones, transportando a 2.500 hombres.

## En León
A las ocho de la mañana del 19 de julio llegó a León la columna motorizada, que aguardó en las inmediaciones de la estación la llegada del tren especial, dos horas más tarde. Los mineros se desperdigaron por la ciudad, sin causar en ningún momento problemas de orden público, y los mandos milicianos se reunieron con el gobernador civil, Emilio Francés Ortiz, con la petición de que armara a los obreros con la reserva de la Guardia Civil y de Asalto, a lo que Francés se negó tajantemente.
Desde Astorga llegó el general Juan García Gómez-Caminero, inspector general del ejército, enviado por el gobierno para controlar las guarniciones del valle del Duero. Caminero y los mandos milicianos se reunieron con el general Carlos Bosch y Bosch, comandante militar de la plaza, que se negó a entregar armas a los mineros asturianos sin una orden escrita del gobierno. El general Caminero telegrafió a Madrid para que remitieran la orden, que se recibió en la comandancia militar de León a la hora de comer. El general Bosch accedió a entregar a los mineros 200 fusiles con 10 cartuchos por arma y tres ametralladoras, material que sería entregado una vez que los mineros hubieran salido de la ciudad.
A las diez de la noche del domingo 19 hubo otra reunión entre los dirigentes de los sindicatos leoneses y el gobernador civil, pero este se negó nuevamente a entregar armas a los trabajadores, aduciendo que estaba todo bajo control
Mientras tanto, llegó la noticia de que Valladolid estaba en manos de los sublevados, los cuales habían instalado piezas de artillería en las vías para cortar el avance del tren asturiano. El mando de la columna miliciana, al que se había incorporado el comandante Juan Ayza Borgoñós, ayudante de Gómez-Caminero, decidió entonces seguir hacia Madrid por Zamora, saliendo los camiones de León a las seis de la tarde del domingo 19 por la carretera de Zamora. Según lo pactado con el general Bosch se entregó a los mineros el armamento acordado, pero estaba todo en tan mal estado que Gómez-Caminero se negó a firmar el recibo, aunque tampoco hizo nada para solucionar el problema. Más bien lo que hizo fue abandonar la ciudad en automóvil, logrando pasar a Portugal por Puebla de Sanabria, para regresar a la zona gubernamental por Badajoz. Por su parte, el tren especial salió a las siete de la tarde por la línea Astorga-Plasencia, deteniéndose las dos columnas en Benavente para pasar la noche.
La noticia de la existencia del tren de mineros asturianos se extendió a gran velocidad por toda Castilla la Vieja, alimentando las esperanzas de los defensores del orden constitucional en aquellos primeros momentos de incertidumbre.

## Regreso a Asturias
En la madrugada del día 20 llegó a Benavente, en una carrera a toda velocidad desde Mieres, el abogado Juan Pablo García para avisar de la rebelión del coronel Aranda en Oviedo. Al conocer la noticia, la opinión unánime de los mineros fue regresar a Asturias. La columna motorizada salió enseguida y logró entrar en Asturias por Leitariegos a primera hora de la mañana del día 21, incorporándose a las primeras líneas de asedio a la ciudad de Oviedo. El tren miliciano, sin embargo, llegó a Ponferrada a las nueve de la mañana. Allí se habían concentrado las fuerzas de la tercera compañía de la Guardia Civil, por orden del oficial Jaime Milans del Bosch, que se había sublevado tras la salida de los mineros de la ciudad de León. Los guardias civiles, a los que habían unido algunos guardias de Asalto, se habían parapetado en su cuartel, situado en la plaza Mayor, dominando la estación de tren.
El plan de los mineros era ocupar la estación del tren minero de la Compañía Minero Siderúrgica de Ponferrada, y con ese medio de transporte llegar a Villablino y de allí a Oviedo. Se encontraban también en Ponferrada gran cantidad de obreros procedentes de la comarca de Laciana y otros pueblos del Bierzo, que habían respondido a la llamada de las organizaciones de izquierdas. Sin embargo, el alcalde de la ciudad, Juan García Árias, se negó a entregar armas a los trabajadores.
El teniente García Menéndez, de la expedición asturiana, intentó parlamentar con los guardias y logró entrar en el cuartel ondeando una bandera blanca, pero fue detenido por los sublevados, que dispararon con ametralladora sobre la masa de mineros que esperaba en la plaza. Los mineros atacaron el cuartel con dinamita y fusilería, pero la mayor parte no disponían de armas y se retiraron hacia Villablino en el tren minero, pasando luego a Asturias por sus propios medios.
Entre el atardecer del día 20 y el mediodía del 21 diversas salidas de los guardias fueron desalojando a los mineros de sus posiciones en la plaza Mayor. Los mineros armados se hicieron fuertes en el castillo de Ponferrada, abandonando sus posiciones a primeras horas de la tarde del día 21, tras la llegada de una columna de trescientos hombres del Regimiento de Infantería Zaragoza núm. 30, procedente de Lugo.
La desorganización, la falta tanto de armamento como de líderes políticos y militares, y la reticencia de las autoridades civiles hacia las masas obreras, hicieron inviable la resistencia de las organizaciones obreras ante las fuerzas militares sublevadas, que actuaron siempre de forma organizada y decidida, incluso cuando se encontraban en inferioridad numérica.